# Церковь Рождества Богородицы (Крутинский)
Церковь Рождества Богородицы (Рождество-Богородицкая церковь, церковь Рождества Пресвятой Богородицы) — бывший православный храм в хуторе Крутинском Области Войска Донского, ныне Волгоградской области.

## История
В 1873 году церковь была построена на средства прихожан как молитвенный дом. В 1888 году над зданием был возведен купол, а в 1891 году построен иконостас. В 1914 году вместо пришедшей в ветхость колокольни была сооружена новая деревянная колокольня. Здание обновлённого храма было деревянное на кирпичном фундаменте, покрытое листовым железом. Престол в церкви был один — в честь Рождества Пресвятой Богородицы. По штату храму были положены — священник, дьякон, псаломщик и просфорня. Первым священником служил Пудовкин Стефан Афанасьевич.
Церковь владела землёй 1154 кв. саженей. Дома священно-церковнослужителей, являвшиеся собственностью церкви, были деревянные, построены на средства прихожан: для священника — в 1904 году, псаломщика — в 1902 году.
Расстояние до консистории составляло 445 верст. Ближайшие церкви находились: в хуторе Шарашкином — в 12 верстах, в хуторе Ребрикове — в 15 верстах и в хуторе Цыкунков — в 20 верстах. В церковном приходе имелись учебные заведения: Крутинская церковно-приходская школа, открытая в 1884 году и Ново-Троицкое приходское училище, открытое в 1910 году, а также две школы грамоты: в хуторе Мокровом (с 1901 года) и в хуторе Мещеряковом (с 1902 года). Хутора прихода: Алимов, Катайкина, Киреевский, Любимов, Мещерякова, Мокро-Карагачевский, Ново-Троицкий, Подсотно-Новинский и Щемиловский.
После Октябрьской революции, в советское время, храм был уничтожен. В Государственном архиве Волгоградской области хранятся документы, относящиеся к этой церкви.